# Иоанно-Предтеченский монастырь (Астрахань)
Иоанно-Предтеченский монастырь — мужской монастырь Астраханской епархии Русской православной церкви в городе Астрахань.
В народе Иоанно-Предтеченский монастырь нередко называют «церковь на Больших Исадах», поскольку он расположен недалеко от крупного астраханского рынка «Большие Исады».

## История
Монастырь основан в 1688 году на средства Астраханского митрополита Савватия вне Белого города, на Ивановской улице, за рекой Кутум (рукав Волги).
В 1723 году был упразднён и обращён в лазарет; в 1727 году восстановлен. С 1764 года — заштатный, необщежительный монастырь. Храм один, каменный, во имя Иоанна Предтечи (построен в 1697 году). В храме находилась особо чтимая икона Иоанна Предтечи.
С 1884 года существовала церковно-приходская школа. В начале XX века в монастыре были игумен, 8 монахов, 5 послушников.
В 1919 году монастырь был закрыт. Постройки были заняты под жильё и хозяйственные нужды. В 1940 году колокольня и надвратный храм во имя Иоанна Воина были разобраны.

## Современная история монастыря

### 1992—2000 гг.
В 1992 году — началось восстановление обители. В 1995 году монастырь окончательно передан Церкви. 22 февраля 1995 г. указом Патриарха Алексия II монастырь получил официальный статус. Первым наместником 24 апреля 1995 г. был назначен иеромонах Иосиф (в миру Александр Станиславович Марьян, р.1967).
Первыми насельниками восстанавливающегося монастыря стали иеромонах Нил (Бедняков) и иеромонах Нестор (Небеснов), присланные из Успенского собора. Отец Нил вспоминал:

Ютились мы поначалу в бывшей просфорне, где зимой замерзала вода и не было никаких удобств. Выживали благодаря старушкам, которые подкармливали нас. Мыться ходили в расположенную неподалёку баню. Ночью было небезопасно выйти во двор: территория, заросшая сорняками, не имела ограды.

Из-за тяжёлой болезни о. Иосифа послушание наместника 10 октября 1996 г. было передано иеромонаху Филиппу (Трещёву).

Монастырь существует в трудных условиях. Не переданы ему еще ни сохранившийся чудом настоятельский корпус, ни вся по праву ему принадлежащая территория. Здесь нет помещений для монахов, они ютятся в одной квартире старого, совсем запущенного дома. А по соседству — пьяницы и даже наркоманы, которые курят, развалившись на крылечке. Мимо них по ступеням поднимается молодой наместник. По ночам разносятся пьяные крики, прерывая молитвы. Покоя нет никакого, даже стены нет, ее нельзя сделать, пока в доме настоятельском живут посторонние люди — это же в двух шагах от храма, и вокруг вплотную дома — негде даже уединиться для молитвы. Монахи сажают колючую изгородь, чтобы хоть как-то отгородить храм, но терновые кусты все время уничтожают их непрошеные соседи. В келье настоятеля и иконописная мастерская, поскольку нет другого места, и приемная, где приходится разговаривать с посетителями и братия решает насущные свои вопросы.

В 1996 г. в монастыре впервые после его возрождения был совершён монашеский постриг.

### С 2000 года до настоящего времени
С назначением 28 декабря 2000 г. наместником монастыря иеромонаха Петра (Барбашова) процесс возрождения обители стал более интенсивным. Обнеся территорию монастыря металлической оградой, братия смогла избавиться от пьяниц, облюбовавших окрестности храма.

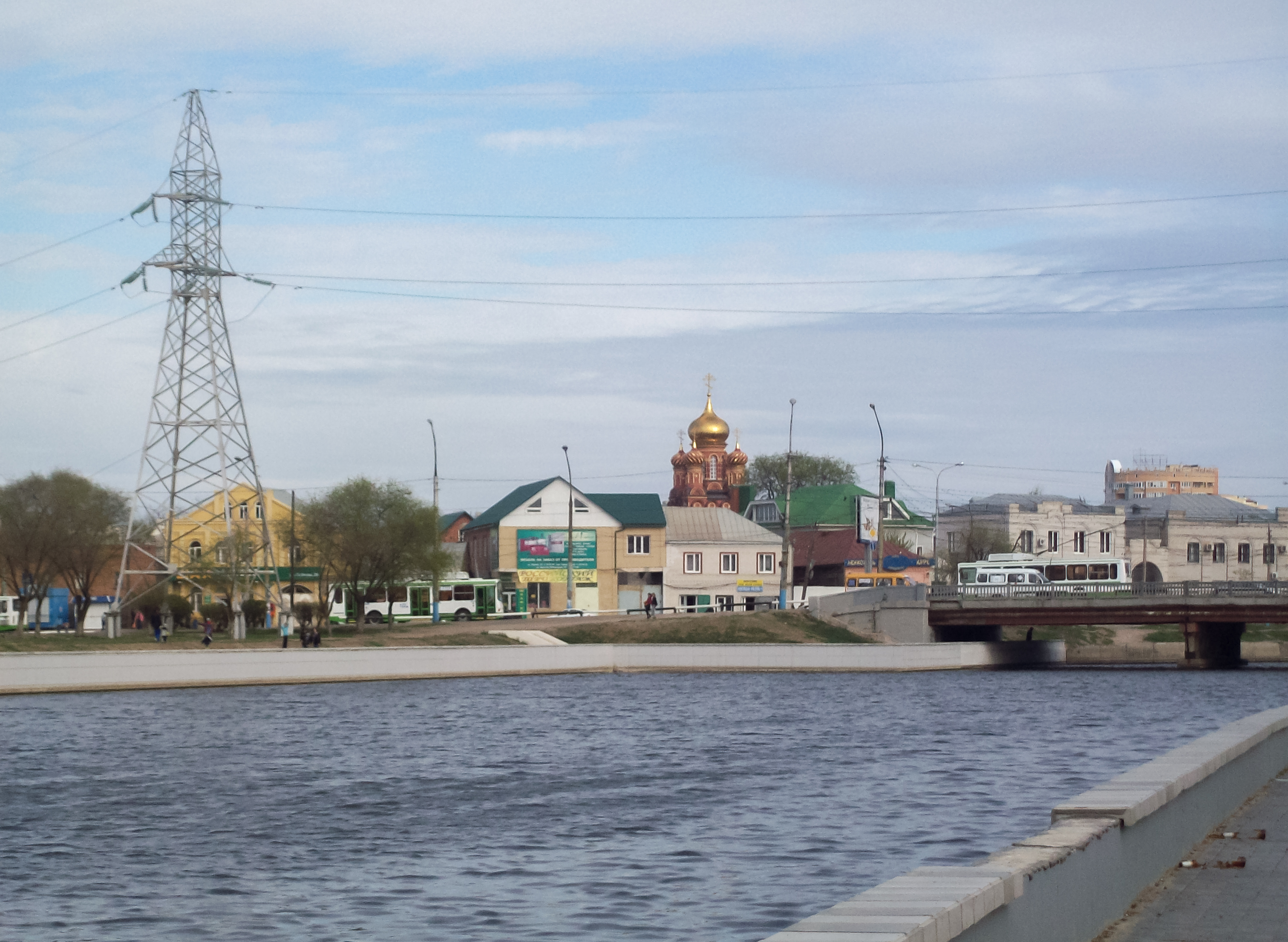
Вид на монастырский храм с набережной

В 2001 году началось строительство бани и братского корпуса в восточной части обители. Новый братский корпус — двухэтажный, на первом этаже расположились трапезная, лекционный зал, столярная мастерская и гараж, а на втором — кельи.
В 2002 году монастырь посетил Патриарх Московский и всея Руси Алексий II. Тогда же был возвращён игуменский двухэтажный корпус.
В 2003 году завершилась реконструкция и капитальный ремонт игуменского корпуса и размещение в нём классов воскресной школы, хорового класса, ризной и библиотеки.
В 2004 году основан скит-подворье в селе Николо-Комаровка Камызякского района и освящение в нём домовой церкви в честь иконы Божией Матери «Неупиваемая Чаша».
В 2005 году были обновлены купола монастырского храма. Братия монастыря взяла на попечение церковь в честь Введения во храм Пресвятой Богородицы близ Иоанно-Предтеченского монастыря на улице Грузинской. В этом храме была возобновлена служба по праздникам и воскресным дням.
В 2006 году началась реставрации фасада монастырского храма и росписей в нём. Заложен фундамент пристройки к храму для выноса свечных ящиков и увеличения площади церкви.
В 2007 году построена и вынесена за пределы территории монастыря по согласованию с властями города трансформаторная подстанция (ТП), снесено прежнее здание ТП и опор электропередачи.
В 2008 году были заменены все окна монастырского храма, старый кирпич заменён на новый, сделана зачистка стен, двуцветная покраска церкви и, наконец, снятие лесов. Восстановление лесов вокруг игуменского корпуса для реставрации фасада здания. Впервые за десятилетия совершено венчание в церкви Введения во храм Пресвятой Богородицы.
В сентябре 2009 года при монастыре создан Центр дополнительного образования детей и молодёжи «Боголепъ».
20 октября 2009 года архиепископом Астраханским и Енотаевским Ионой (Карпухиным) освящён великим чином монастырский храм во имя Усекновения честной главы Иоанна Предтечи.
Летом 2010 г. в монастырском храме состоялся первый постриг в великую схиму. Схимонах Митрофан стал первым и на тот момент единственным схимником на территории Астраханской и Енотаевской епархии.
10−16 января 2011 года прошла выставка фоторабот наместника монастыря игумена Петра (Барбашова) «Церковь — это мы».
На 2011 год в монастыре 14 насельников: игумен (наместник) — 1, иеромонахи — 5, иеродиаконы — 2, монахи — 4, послушники — 2.
В 2012 году в издательстве «Волга» вышла книга Л. Г. Бухтояровой «Дорога длиною в три столетия», посвящённая Иоанно-Предтеченскому монастырю. В этой книге были впервые собраны все имеющиеся исторические материалы о монастыре, его настоятелях и насельниках, его церквах и постройках за всю его трёхвековую историю и сведения о его современной жизни. В книгу также были включены воспоминания священнослужителей и насельников о возрождении монастыря и об их собственном пути к Богу.
В 2013 году после полутора десятков лет переговоров с властями области и города об отселении жильцов из двух корпусов — бывших братских келий — эти строения были возвращены монастырю, что дало возможность воссоздать историческую целостность монастыря в завершённом виде.
С Пасхи 2016 года монастырский храм украшен подсветкой, для которой было использовано 182 архитектурных светильника,.
На 2018 г. в монастыре подвизается 12 человек братии, не считая послушников.
На конец 2022 г. в монастыре 13 человек братии.

## Просветительская деятельность
Воскресная школа монастыря, созданная в 2000 г., на сегодняшний день является самой большой в городе (около 200 учащихся от 5 до 14 лет). На базе воскресной школы c 2005 г. существуют хоровые коллективы мальчиков — «Воскресенье» и девочек — «Искорки», отмеченные наградами на различных конкурсах и фестивалях.
В 2009 г. при монастыре был создан Центр дополнительного образования детей и молодёжи «БОГОЛЕПЪ» для детей от 5 до 14 лет (Воскресная школа+Школа-студия хорового пения+Хореографический класс). В 2014 г. воскресная школа выделилась из центра «БОГОЛЕПЪ».
С 2003 г. монастырь возрождает традиции древних церковных распевов. При нём действует мужской хор «Скимен», победитель нескольких Всероссийских конкурсов. Выпущен компакт-диск хора «Престольный праздник».
В 2006—2012 гг. в монастыре проводились катехизаторские беседы для взрослых. В 2012 г. им на смену пришли епархиальные катехизаторские курсы, а с 2014 г. при монастыре существуют и катехизаторские курсы, и простые беседы со священником для всех желающих.
При монастыре работает крупнейшая в городе православная библиотека. Фонд постоянно пополняется новыми поступлениями, помимо книг, в библиотеке хорошая коллекция CD и DVD.
С 2013 г. издаётся монастырская газета «Иоанновский листок».

## Мужской хор «Скимен»
Мужской хор «Скимен» — хор Иоанно-Предтеченского монастыря. Организован в 2004 году игуменом Петром (Барбашовым) по благословению архиепископа Астраханского и Енотаевского Ионы. Регент хора — Алексей Юрченко.
Хор специализируется на исполнении древнерусских распевов. Репертуар включает духовную музыку, русскую и зарубежную классику, произведения современных композиторов.
В 2007 году «Скимен» стал лауреатом I премии Всероссийского конкурса академических хоров «Поющая Россия» в номинации «Академические хоры и ансамбли».
Ансамбль «Скимен» — активный участник муниципальных хоровых концертов, Пасхальных фестивалей, организованных фондом «Единство православных народов» при поддержке Астраханской и Енотаевской епархии. Ансамбль принял участие в первом Всероссийском Открытом хоровом фестивале им. Л. К. Сивухина в Нижнем Новогороде (2005), выступал на открытии VIII Международного фестиваля «Дни современной музыки в Астрахани» (2006). Лауреат I и II премий Всероссийского конкурса «Поющая Россия». В 2006 году коллективом записан CD «Престольный Праздник».
Хор принимал участие в нескольких Международных фестивалях «Академия православной музыки».
В 2013 г. регент хора перешёл в Патриарший хор Данилова монастыря. В 2014 г. хор был воссоздан.

## Скит в Николо-Комаровке
В 2005 г. образовано монастырское подворье-скит близ с. Комаровка Камызякского района Астраханской области, на котором ведётся основная часть монастырского хозяйства. Разводятся куры, индюшки, кролики, кроме этого — черви для рыбалки и биогумуса (органического удобрения), имеется 500 корней винограда, сад, огород и многое другое. Большая часть продукции реализуется, доход направляется на уставные нужды обители.

Под Астраханью есть большой монастырский скит, где братия занимается виноделием (кагор мы изготавливаем по старинным рецептам, без добавления спирта и консервантов). Еще производим гумус, ухаживаем за крупным рогатым скотом, разводим разную живность. В молочном цехе налажено производство масла, ряженки, сметаны.
— Игумен Пётр (Барбашов)
В скиту активно внедряются новые технологии: автоматизированная система доения, солнечные коллекторы, геотермальный тепловой насос.

## Богослужения

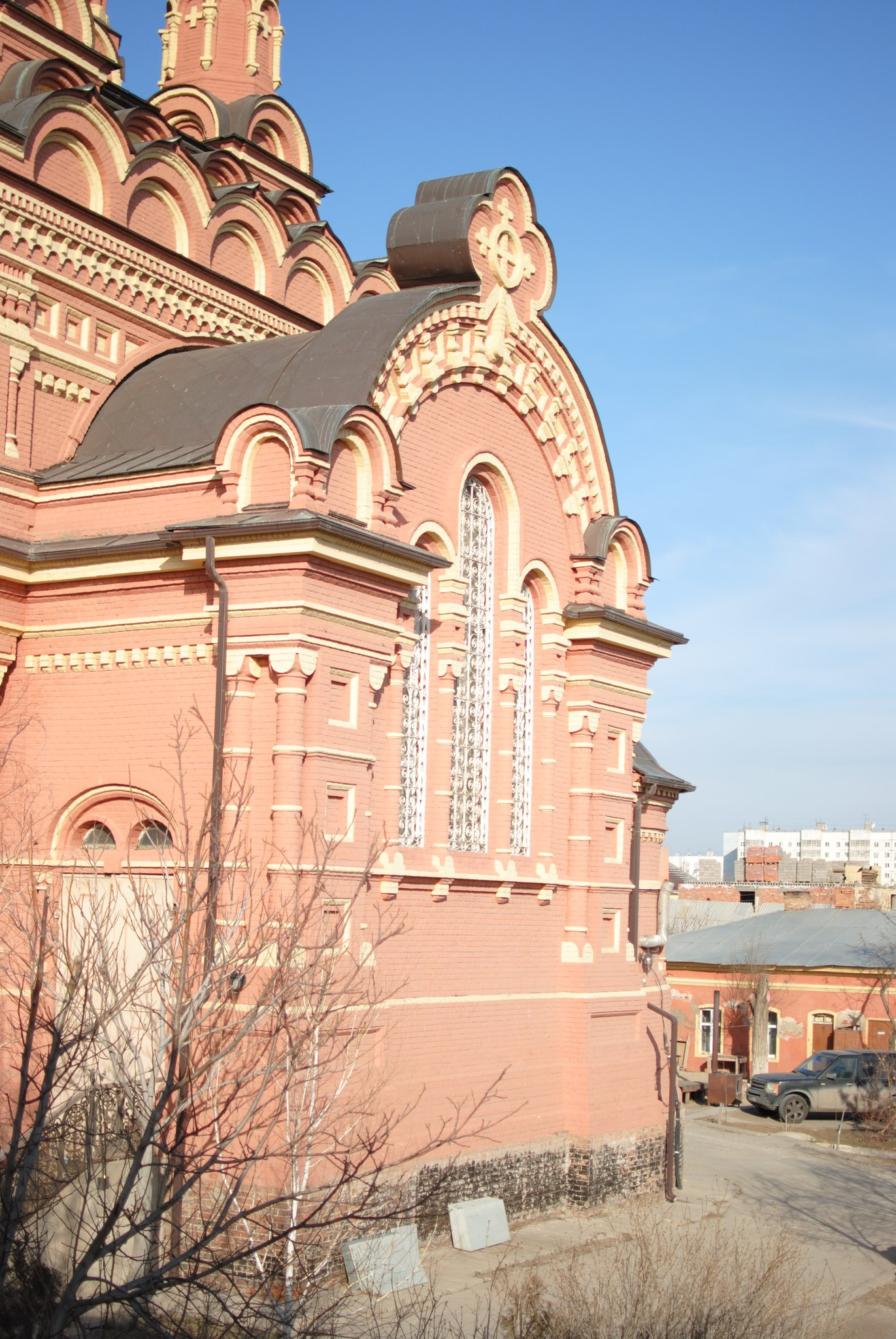
Монастырский храм (элемент)

Богослужение в монастырском храме: вечернее — 17.00; Божественная литургия (поздняя) — 7.30. В праздничные дни — в 8.30. Начало исповеди — 7.30. После Литургии служатся требы.
Ранняя Литургия (начало в 6.30) проходит во Введенском храме по воскресным дням и двунадесятым праздникам. Накануне праздника Введения во храм Пресвятой Богородицы во время всенощного бдения проходит крестный ход от стен обители до Введенской церкви.
В понедельник в 17.30 акафист Иоанну Предтече, Крестителю Господню. В пятницу в 18.30 — акафист Иверской иконе Божией Матери (кроме дней Великого поста и дней после Пасхи до Троицы).
Святыни: особочтимые иконы — Иверская икона Божией Матери, свт. Тихона, Патриарха Московского и всея Руси и преподобного Максима Грека с частицами мощей.

## Монастырские праздники
- 29 августа/11 сентября — Усекновение Главы Иоанна Предтечи
- 21 ноября/4 декабря — Введение во Храм Пресвятой Богородицы
- 5/18 мая — праздник в честь иконы Божией Матери «Неупиваемая Чаша» — престольный праздник монастырского подворья. Домовая церковь скита освящена в честь этой иконы. На престольный праздник совершаются крестные ходы от скита к поклонному кресту, водружённому на бугре, обозначающему место будущей церкви.

## Известные насельники
- Архимандрит Иероним (Геппнер)
- Епископ Леонтий (фон Вимпфен) был управляющим Иоанно-Предтеченским монастырём, где и был арестован 25 мая (7 июня) 1919 году.
- Епископ Антоний (Азизов) принял постриг в монастыре и был его насельником в 2005—2013 гг.